# Amerikaanse drieteenspecht
De Amerikaanse drieteenspecht (Picoides dorsalis) is een vogel uit de familie van de spechten (Picidae). 

## Verspreiding en leefgebied
Deze soort komt voor in Canada en de Verenigde Staten en telt drie ondersoorten:
- P. d. fasciatus: Alaska, westelijk Canada en de noordwestelijke Verenigde Staten.
- P. d. dorsalis: van noordelijk Montana tot centraal Arizona en New Mexico.
- P. d. bacatus: centraal en oostelijk Canada en de noordoostelijke Verenigde Staten.

## Status
De Amerikaanse drieteenspecht komt niet als aparte soort voor op de lijst van het IUCN, maar is daar een ondersoort van de drieteenspecht (P. tridactylus).